# Alliance des gauches
L'Alliance des gauches (en espagnol : Alianza de Izquierdas) est une coalition politique espagnole d'idéologie républicaine constituée à l'occasion des élections générales de 1918. Elle avait pour antécédent la Conjonction républicano-socialiste des élections de 1916, qui lui succéda également 1919. La création d'une nouvelle alliance électorale en 1918 se justifiait au vu du peu d'activité et d'efficacité dont la Conjonction républicaine socialiste moribonde faisait preuve à cette époque, bien que la Conjonction ne fût pas formellement dissoute.
Parmi ses dirigeants figuraient Melquíades Álvarez, du Parti réformiste, et Álvaro de Albornoz, de la Fédération républicaine.
La candidature obtint 35 députés, dont 10 de la Fédération républicaine et d'indépendants de même sensibilité, 9 du Parti réformiste, 6 du PSOE, 4 du Partit républicain catalan (PRC), 2 du Parti républicain radical (PRR), 1 du Parti d'union républicaine autonomiste (PURA), 1 du Parti républicain démocratique fédéral (PRDF) et 2 républicains nationalistes catalans indépendants. La coalition fut la candidature la plus votée dans la province de Tarragone.
Cependant, ses résultats, loin des attentes que s'était initialement fixées l'Alliance, furent interprétés comme un échec, puisque les partis « dynastiques » continuaient de monopoliser la majorité des voix et des sièges.

## Résultats électoraux
| Élections                 | sièges   | +/–             | tête de liste                          |
| ------------------------- | -------- | --------------- | -------------------------------------- |
| Élection générale de 1918 | 35 / 409 | en augmentation | Melquíades Alvarez, Alvaro de Albornoz |